# Alternanthera philoxeroides
Alternanthera philoxeroides é uma espécie de planta anfíbia da família Amaranthaceae. Nativa da América do Sul, a espécie se tornou uma das plantas aquáticas invasoras mais problemáticas do mundo, infestando ecossistemas de água doce em todos os continentes, exceto na Antártida.

## Descrição
Alternanthera philoxeroides é uma planta herbácea perene que pode crescer tanto em solo úmido quanto diretamente na água. Sua característica mais marcante são seus caules ocos, que funcionam como flutuadores e permitem que a planta forme densos tapetes flutuantes sobre a superfície de rios, lagos e canais. Esses caules são ramificados e podem se estender por vários metros.
As folhas são opostas, sésseis (sem pecíolo), com formato que varia de lanceolado a obovado, de cor verde-brilhante e com uma nervura central bem marcada. As inflorescências são globosas, brancas e brilhantes, semelhantes a pompons, e sustentadas por longos pedúnculos que partem das axilas das folhas. Essas inflorescências são a característica mais visível da planta quando ela forma grandes tapetes aquáticos.

## Distribuição e habitat
A área de origem de Alternanthera philoxeroides é a região da Bacia do Rio Paraná, na América do Sul. No Brasil, ela é nativa e ocorre em quase todo o território, incluindo os biomas Amazônia, Caatinga, Cerrado, Mata Atlântica, Pampa e Pantanal. No estado do Maranhão, a espécie é encontrada em diversos corpos d'água, como rios, lagoas e áreas alagadas.
Seu habitat são ambientes de água doce, parados ou de fluxo lento. Ela prospera em rios, canais, valas de irrigação, lagos, pântanos e reservatórios, além de conseguir crescer em solos encharcados nas margens desses ambientes.

## Impacto como espécie invasora
Fora de sua área nativa, Alternanthera philoxeroides é considerada uma das 100 piores espécies invasoras do mundo. Sua principal forma de propagação é vegetativa: pequenos fragmentos de caule, mesmo com um único nó, podem ser transportados pela água e dar origem a uma nova planta, o que torna seu controle difícil.
Os densos tapetes flutuantes que ela forma causam impactos ecológicos e econômicos:
- Ecológicos: Bloqueiam a passagem de luz solar, impedindo o crescimento de plantas aquáticas nativas submersas. A decomposição de sua grande biomassa consome o oxigênio da água, causando a morte de peixes e outros organismos aquáticos. Altera a estrutura do habitat, prejudicando a fauna local.[4]
- Econômicos: Obstrui canais de irrigação e drenagem, impede a navegação e a pesca, danifica bombas de captação de água e aumenta a evapotranspiração, levando à perda de água em reservatórios.[2]

Devido a esses impactos, diversos países investem em programas de controle, incluindo o uso de agentes de controle biológico, como Agasicles hygrophila, que se alimenta exclusivamente desta planta.

## Estado de conservação
A espécie Não foi Avaliada (NE) pela União Internacional para a Conservação da Natureza (IUCN). Na sua área nativa, como o Brasil, a planta está em equilíbrio com seus predadores naturais e não representa uma ameaça. Globalmente, a preocupação não é com sua extinção, mas sim com o manejo e controle de suas populações invasoras para proteger a biodiversidade e a economia de outras regiões.